# Nammina Bantu
Nammina Bantu (నమ్మిన బంటు) (en telugu sequaç) és una pel·lícula dramàtica de l'Índia rodada en telugu el 1960, produïda per Yarllagada Venkanna Chowdary de Sambhu Films i dirigida per Adurthi Subba Rao. Fou protagonitzada per Akkineni Nageswara Rao i Savitri en els papers principals i la música fou composta per Saluri Rajeswara Rao i Master Venu. La pel·lícula fou refeta en tàmil amb el nom Pattaliyin Vetri. Ambdues pel·lícules es van realitzar simultàniament sota la mateixa pancarta i director, algunes de les escenes i artistes són les mateixes en ambdues versions. En estrenar-se la pel·lícula va rebre aclamacions de crítica. Fou projectada al Festival Internacional de Cinema de Sant Sebastià 1960. La pel·lícula va guanyar el National Film Award a la millor pel·lícula en telugu.

## Argument
Comença la pel·lícula, Chandraiah (S. V. Ranga Rao) arriba a un controls de camperols en un poble juntament amb
la seva filla Lakshmi (Savitri) i un bou. S'hi troba Sowcar Bhujangarao (Gummadi) una persona cruel i enginyosa que busca llogar terreny. Bhujangarao promet donar 2 hectàrees de terra fèrtil després de cedir els seus horts de mango, així com un altre bou malalt i els noms de Chandraiah com Ramudu i Lakshamanudu. Prasad (Akkineni Nageswara Rao) un fidel servidor de Bhujangarao, comparteix un vincle més enllà d'un servent i també té cura de la filla de Bhujangarao, Sarala (Girija), com la seva pròpia germana. Paral·lelament, el nebot de Devaiah (Relangi) Bhujangarao torna al poble i es dirigeix a Sarala. Passat un temps, Chandraiah cedeix amb èxit l'hort de mango quan Bhujangarao l'enganya donant terra erma. Ara mateix, Chandraiah també decideix excavar un pou quan Sarala es penedeix d'ofedre el seu pare, de manera que els recolza amb l'ajuda de Devaiah. Després de creuar molts obstacles, Chandraiah guanya, però per portar l'aigua cal un motor per al qual es necessita una quantitat enorme.
En aquest moment, com és habitual, es duen a terme curses de carretons de toros en què cada any guanya Prasad, així que Lakshmi decideix participar-hi amb Ramalakshmanulu per l'import del premi. Sarala demana Prasad que perdi l'aposta, aquest respon que com a cavall de treball de confiança no pot hipotecar el prestigi del seu amo. Durant el temps de la carrera Prasad intenta guanyar però finalment Lakshmi obté la victòria. Bhujangarao acusa i humilia a Prasad d'haver-se deixat guanyar, i com a resultat deixa el seu servei. Per això, Bhujangarao intriga per destruir el motor quan Prasad l'obstrueix i es lesiona. Ara Lakshmi s'adona de l'honestedat de Prasad i comencen a estimar-se. A partir de llavors, per consell de Devaiah, Prasad col·labora amb els camperols i realitza agricultura cooperativa, cosa que irrita Bhujangarao i intenta frustrar els seus plans. Finalment, a la batalla final, Bhujangarao cau en un pantà, Prasad lluita per extreure'l però falla. Abans de morir, confia la responsabilitat de Sarala a Prasad. Finalment, la pel·lícula acaba amb una feliç nota amb el matrimoni de Prasad i Lakshmi i Devaiah i Sarala.

## Repartiment
- Akkineni Nageswara Rao - Prasad
- Savitri - Lakshmi
- S. V. Ranga Rao - Chandraiah
- Gummadi - Zamindar Bhujanga Rao
- Relangi - Devaiah
- Chadalavada - Suraiah
- Hemalata - Kanakamma
- Girija - Sarala
- E. V. Saroja - Dansaire

## Banda sonora
La música fou composta per S. Rajeswara Rao i Master Venu. Les lletres foren escrites per Kosaraju. La música fou gravada per Audio Company.
| Núm | Títol                             | Compositor           | Cantants                                | duració |
| --- | --------------------------------- | -------------------- | --------------------------------------- | ------- |
| 1   | "Raitu Medibatti Saagalera Lokam" | Master Venu          | Ghantasala, P. Susheela                 | 3:41    |
| 2   | "Enta Manchi Vadavura"            | Master Venu          | Ghantasala,P. Susheela                  | 3:51    |
| 3   | "Chengu Chenguna"                 | Saluri Rajeswara Rao | P. Susheela                             | 3:09    |
| 4   | "Thela Thela Vaarenu"             | Saluri Rajeswara Rao | Jikki                                   | 4:22    |
| 5   | "Pogarubothu Potlagithara"        | Saluri Rajeswara Rao | Ghantasala                              | 3:15    |
| 6   | "Topi Najooku Techu Topi"         | Master Venu          | Madhavapeddi Satyam                     | 3:40    |
| 7   | "Ghama Ghama Ghamayinchu"         | Master Venu          | Madhavapeddi Satyam, P. Leela           | 4:43    |
| 8   | "Andala Bomma"                    | Master Venu          | Madhavapeddi Satyam,Jikki               | 4:22    |
| 9   | "Alu Mogudu Pondu Andamoyi"       | Master Venu          | Swarnalatha,P. Susheela, T. V. Rathinam | 8:38    |
| 10  | "Maata Paddavura Mechaledu"       | Master Venu          | Ghantasala                              | 1:12    |